# Biscutella valentina
Biscutella valentina é uma espécie de planta com flor pertencente à família Brassicaceae. 
A autoridade científica da espécie é (Loefl. ex L.) Heywood, tendo sido publicada em Feddes Repertorium Specierum Novarum Regni Vegetabilis 66: 155. 1962.

## Portugal
Trata-se de uma espécie presente no território português, nomeadamente os seguintes táxones infraespecíficos:
- Biscutella valentina var. laevigata - presente em Portugal Continental. Em termos de naturalidade é nativa da região atrás referida. Não se encontra protegida por legislação portuguesa ou da Comunidade Europeia.
- Biscutella valentina var. valentina - presente em Portugal Continental. Em termos de naturalidade é nativa da região atrás referida. Não se encontra protegida por legislação portuguesa ou da Comunidade Europeia.
- Biscutella valentina var. variegata - presente em Portugal Continental. Em termos de naturalidade é nativa da região atrás referida. Não se encontra protegida por legislação portuguesa ou da Comunidade Europeia.